# Coma (formație)
Coma este o formație rock românească, înființată în anul 1999, în București, ca grup nu metal, din foști membri ai trupelor Daft Allison si Ska Burger. 
Coma a cântat, de-a lungul timpului, în deschiderea concertelor unor trupe/artiști precum Linkin Park, Deftones, Incubus, Sepultura, Ozzy Osbourne, Slipknot, Korn, Therapy?, Biohazard, Soulfly, Ignite, Hed PE, Harmful feat Billy Gould (Faith No More) sau Born from Pain & Skunk Anansie ori chiar The Cure.

## Istorie
După ce încheie o înțelegere cu cei de al A&A Records, în 2001, apare și primul album Coma – „Somn”, cu piese ca „Nu vreau fetițo casa”, “În mine în șoaptă”, “Stai”, “Bruce Lee vs Vandam”. Pentru ultima piesă trupa a fost nominalizată la categoria Best Alternative Band la Gala Premiilor Industriei Muzicale Românești, în anul 2002.
În noiembrie 2006, după câțiva ani de absență trupa revine cu cel de-al doilea album al lor: “Nerostitele”, produs 100% independent, videoclipul ce susține albumul fiind “Coboară-mă-n rai”, regizat de Marian Crișan, câștigătorul premiului Palme d'Or pentru scurtmetrajul Megatron la Cannes, cu care formația a mai colaborat și la primul album.
Pe una dintre piesele acestui material (“Mai presus de cuvinte"), invitat special a fost basistul trupei Faith No More - Bill Gould, devenind astfel prima colaborare dintre un artist din România și un nume mare al scenei rock alternativ americane.
Pe o altă piesă (“Urmărirea"), alături de cei de la Coma se afla bunul lor prieten din scena hip hop - Brugner.
Albumul ocupă locul 2 în topul celor mai bune albume alternative ale anului pe site-ul Metalhead.ro.
În 2007, a apărut primul DVD al trupei: “At the movies”.
În 2008, trupa a lansat primul lor album unplugged “Coma light” - un album cu piese mai vechi reorchestrate și interpretate într-o manieră diferită, urmat de un turneu de promovare prin România și Republica Moldova. 
În noiembrie 2011, a apărut single-ul “Un Semn”, cu o lansare de videoclip în Fire Club. Piesa s-a bucurat de succes, fiind clasată timp de 2 săptămâni pe primul loc în topul Radio Guerrilla.
În decembrie 2012, a fost lansat single-ul - “Vezi”.
La începutul anului 2014, a fost lansat single-ul "CHIP", în clubul Colectiv din București, alături de alte două trupe: The Boy Who Cried Wolf și Shes Dead.
De la înființare până în prezent, trupa a susținut zeci de concerte în România și a fost prezentă la multe festivaluri importante precum Bestfest, Peninsula, Coke Live, Stuffstock, Roșia Montană, Studentfest Timișoara, festivalul de Snowboard de la Bâlea Lac, Mountain Bike la Poiana Brașov, motociclism - MotoRock la Ploiești.
După aproape un an de la apariția ultimului lor single, „Chip", Coma revine cu un material promițător, intitulat „Document".
Formatia COMA a lansat un nou videoclip la data de 27 aprilie, în club Control. De aceasta dată, trupa a ales sa imortalizeze în imagini mișcătoare melodia 'Cel mai frumos loc de pe pământ'. Regia și montajul au fost realizate de 'Black Moon', iar videoclipul poate fi vizualizat via YouTube. 'Cel mai frumos loc de pe pamant' va fi inclusă pe noul album al trupei, material ce va vedea lumina zilei în toamna acestui an.
“Orizont” și “La hotar” sunt incluse pe noul album COMA – Orizont, ce se s-a lansat pe 26 noiembrie 2016, în cadrul unui concert la Arenele Romane.

## Membri
Membrii trupei sunt:
- Cătălin Chelemen - voce
- Dan Costea - voce
- Matei Tibacu-Blendea - chitară
- Sorin Petrescu (Gogoașă) - chitară bas
- Răzvan Albu - baterie
- Răzvan Rădulescu (Dj Hefe) - scratches/samples/keys

Foștii membri sunt:
- Călin Marcu - chitară
- Răzvan Năstase (Sheriff) - chitară
- Adrian Ștefan - chitară bas

## Discografie
De-a lungul timpului, formația Coma a lansat 5 albume de studio după cum urmează mai jos (fiecare cu tracklist-ul aferent):

### Somn (2001)
1. În mine în șoaptă
2. Bizz
3. Jurnal
4. C
5. Stai
6. Morphine
7. O
8. Omule (scris de Mondial)
9. Daddy
10. M
11. Scame
12. R.A.M.
13. A
14. Bruzli vs Vandam
15. Nu vreau fetițo casă
16. Lupta

### Nerostitele (2006)
1. Hectic
2. Mai presus de cuvinte (cu BILL GOULD – FAITH NO MORE@bass)
3. Cântă-mi povestea
4. Urmărirea... (cu BRUGNER)
5. O zi după...
6. Culori
7. Treci
8. Mâini către cer
9. Oriunde, oricum
10. Coboară-mă-n rai
11. Pentru o rază-n orizont
12. Trei minute
13. Cântă-mi povestea (acustic)
14. Un loc să ajung

### Coma Light (2008)
1. Stai
2. Mai presus de cuvinte
3. Biz
4. Hectic
5. Daddy
6. Culori
7. În mine în șoaptă
8. Morphine
9. Un loc să ajung
10. Coboară-mă în rai
11. Cântă-mi povestea (cu Killy – IOD la pian)
12. Blestem (cover Maria Tănase)

### Orizont (2016)
1. Orizont
2. Un semn
3. Dor
4. Delicii
5. Vezi
6. Montagne Russe
7. Document
8. Chip
9. Cel Mai Frumos Loc De Pe Pământ
10. La Hotar

Acordul părinților (2023)
1. Aurora
2. NYX
3. Iza
4. Calista
5. Naufragii (feat. Maru)
6. Lauri

## Piese populare
- «Nu vreau fetițo casă» (2000)
- «Cântă-mi povestea» (2006)
- «Un semn» (2011)
- «Vezi» (2012)
- «Chip» (2014)
- «Document» (2015)
- «Cel Mai Frumos Loc De Pe Pământ» (2016)
- «Orizont» (2016)
- «La Hotar» (2016)
- «Bine» (2018)

## Clipuri video
- Nu vreau fetițo casă (2000)
- Bruzli vs Vandam (2000)
- Stai (2001)
- În mine în șoaptă (2002)
- Coboară-mă-n rai (2005)
- Cântă-mi povestea (2006)
- O zi după... (2006)
- Hectic (2006)
- Oriunde, oricum (2006)
- Trei minute (2006)
- Pentru o rază-n orizont (2006)
- Mâini către cer (2006)
- Un loc să ajung (2006)
- Treci (2006)
- Culori (2006)
- Urmărirea... (cu BRUGNER, 2007)
- Un semn (2011)
- Vezi (2012)
- CHIP (2014)
- Document (2015)
- Cel mai frumos loc de pe pământ (2016)
- Orizont (2016)
- La Hotar (2016)
- Sub Pielea Mea (Rock cover) (2016)
- Dor (2017)
- Montage Russe (2017)
- Cel mai frumos loc de pe pământ {acustic for Greenpeace} (cu Sunetele Pădurilor, 2017)
- Bine (2018)
- ICAR (2018)
- Lângă brad (cu Macanache, 2022)
- Orizont {alternative trailer pentru filmul "Warboy"} (2023)